# Contea di Stephens (Georgia)
La contea di Stephens (in inglese Stephens County) è una contea dello Stato della Georgia, negli Stati Uniti. La popolazione al censimento del 2000 era di 25 435 abitanti. Il capoluogo di contea è Toccoa.